# Volkswagen Apollo
O Apollo foi um automóvel fabricado no Brasil, pela Volkswagen, entre 1990 e 1992, quando a empresa, junto com a Ford, se uniu numa joint-venture chamada Autolatina. Dessa fusão saíram o Ford Verona e o Volkswagen Apollo.

## Versão VW do Ford Verona
O carro era uma nova versão do Ford Verona, carro de duas portas do tipo sedã, baseado no europeu Ford Escort/Orion porém mais convencional. De bom acabamento e desempenho, sua produção foi iniciada em 1990, com o intuito de substituir o Passat, descontinuado em dezembro de 1988. O Apollo teve a sua produção encerrada em 1992, meses antes da Volkswagen lançar o Volkswagen Logus.
Como principais diferenças em relação ao Ford Verona podemos citar: design (pára-choques, lanternas e spoiler traseiro), acabamento interno (estofamento com espuma mais rígida e painel diferenciado), rodar mais firme por causa da alteração na suspensão e maior nível de ruído interno devido à relação de marchas (câmbio) mais curta que a do seu irmão Ford, fazendo-o mais rápido em retomadas e menos eficiente em relação à economia de combustível. A relação de transmissão da quinta marcha do Apollo era a mesma utilizada na quarta marcha do Verona. 

## Diferenças Mecânicas
Mecanicamente existia uma diferença clara entre Verona e Apollo no câmbio (o mesmo do Ford Escort XR3, com relações mais curtas) e suspensão (idem XR3). Na suspensão do Apollo os batentes de cellasto trabalhavam o tempo todo em conjunto com as molas, enquanto que no Ford Verona estes batentes eram funcionais apenas no final do curso da suspensão. Com essas diferenças, sentia-se de forma mais acentuada o torque do motor VW AP no Apollo, apesar de ser idêntico ao usado no Ford Verona, e seu rodar era mais rígido e estável. Essa maior disposição de seu motor refletia no maior consumo de combustível quando comparado aos seus concorrentes. Outra diferença mecânica estava na motorização onde o Ford Verona usava o motor CHT 1.6 na versão de entrada, a LX. Já o Apollo só vinha equipada com o motor AP1800S do Escort XR3 e Gol GTS desde a versão de entrana, a GL.

## Versões de Acabamento
Existiram três versões do VW Apollo: 
GL 1.8: Essa era a versão básica que vinha apenas com relógio no painel, rádio AM e FM Volksline de origem Bosch, bancos em veludo, parachoques em 2 tons, farois de neblina e vidros verdes. Opcionalmente o Apollo GL podia receber o ar condicionado e o rádio toca-fitas.
GLS 1.8: Essa era a versão topo que, além dos equipamentos da GL ela era acrescida de conta-giros no painel, relógio digital, apoios de cabeça e cintos de três pontos laterais traseiros, parachoques e espelhos na cor do carro, rodas em liga leve, travas, vidros e retrovisores elétricos e antena elétrica. Opcionalmente, o Apollo GLS podia ser equipado com ar condicionado e rádio toca-fitas.
Em 1991, para melhorar as vendas do modelo foi lançada a série especial VIP, com características intermediárias entre ambas. 
A partir de abril de 1992, as versões GL e GLS poderiam ser equipadas, opcionalmente, com direção hidráulica.
Seus principais concorrentes na categoria sedã eram o próprio Ford Verona, Fiat Prêmio e o Chevrolet Monza. Por questões de preço, as versões mais básicas do VW Santana (a CL 1.8) e do Ford Del Rey (1.8 L e 1.8 GL e 1.8 GLX) poderiam ser consideradas. Chegou a ser cogitada a concorrência com o Chevrolet Kadett, mas o segmento era diferente, pois ele era um hatch.